# USS Neville (APA-9)
USS Neville (APA-9) – był amerykańskim transportowcem desantowym typu Heywood, który wziął udział w działaniach II wojny światowej. Odznaczony pięcioma battle star.
Stępkę trójmasztowego parowca śrubowego położono pod nazwą SS „War Harbour” dla British Shipping Controller w stoczni Bethlehem Shipbuilding Corporation w Alameda (Kalifornia). Jednostka została nabyta przez US Navy i wcielona do służby 18 listopada 1918 roku pod nazwą USS Independence (ID # 3676). Przydzieloną ją do Naval Overseas Transportation Service. Wycofano ją ze służby 20 marca 1919 roku i została zwrócona do United States Shipping Board. W 1921 roku statek wyposażono w napęd turboelektryczny. Został nabyty w 1930 roku przez Baltimore Mail Steamship Co. i przemianowany na SS City of Norfolk. Przebudowany w 1931 roku na okręt pasażersko-towarowy. Przekazany w 1938 roku do Panama Pacific Line. 
Nabyty ponownie przez US Navy 14 grudnia 1940 roku z przeznaczeniem na transportowiec wojska. Przystosowany do tej roli w Williamette Steel and Iron Co. w Portland. Wszedł do służby 14 maja 1941 roku pod nazwą USS Neville (AP-16). Przeklasyfikowany 1 lutego 1943 roku na transportowiec desantowy – Amphibious Attack Transport, (APA-9). 
W czasie II wojny światowej był przydzielony na europejski i azjatycki teatr wojenny. Uczestniczył w walkach o Sycylię, Guadalcanal-Tulagi, Tarawę, atole Kwajalein, Majuro Eniwetok, Saipan.
Wycofany ze służby 30 kwietnia 1946 roku. 16 lipca tego roku przekazany Maritime Commission. Przeholowany do James River National Defense Reserve Fleet i zakotwiczony 19 lipca 1946 roku. Skreślony z listy jednostek floty 15 sierpnia 1946 roku. Sprzedany na złom 25 marca 1957 roku.